# Eparquía de Belthangady
La eparquía de Belthangady (en latín: Eparchia Belthangadiensis y en inglés: Syro-Malabar Catholic Eparchy of Belthangady) es una circunscripción eclesiástica de la Iglesia católica en India. Se trata de una eparquía siro-malabar, sufragánea de la archieparquía de Tellicherry. Desde el 24 de abril de 1999 su eparca es Lawrence Mukkuzhy.

## Territorio y organización
La eparquía tiene 12 543 km² y extiende su jurisdicción sobre los fieles católicos de siro-malabares residentes en el estado de Karnataka en los distritos de Kodagu, Dakshina Kannada y Udupi.
La sede de la eparquía se encuentra en la ciudad de Belthangady, en donde se halla la Catedral de San Lorenzo.
En 2020 en la eparquía existían 65 parroquias.

## Historia
En el período posterior a la Segunda Guerra Mundial (1945-1960) la escasez de alimentos hizo que muchos habitantes del centro de Kerala emigraran hacia el norte del estado y a sectores aledaños de Tamil Nadu y de Karnataka. Las necesidades pastorales de los fieles siro-malabares que emigraron fueron atendidas por las diócesis latinas de Mangalore, Mysore y Chickmagaluru. En esas regiones fue establecida la eparquía de Tellicherry (hoy archieparquía) el 31 de diciembre de 1953.
La eparquía de Belthangady fue creada el 24 de abril de 1999 con la bula Cum ampla del papa Juan Pablo II, separando territorio de la archieparquía de Tellicherry.

Cum ampla Archieparchia Metropolitana Tellicherriensis haud parvam comprehendat regionem duarum Foederatarum Civitatum Indiae, quarum una lingua Kannada, altera Malayala utuntur, Nos, utpote beati Petri Successores de totius Dominici gregis bono solliciti, in Audientia Venerabili Fratri Nostro Achilli S.R.E. Cardinali Silvestrini, Praefecto Congregationis pro Ecclesiis Orientalibus, hodie concessa, ad aptius consulendum spirituali saluti atque regimini multorum Christifidelium in ea commorantium, consentimus ut eadem ita dividatur ut ex ipsa nova constituatur Eparchia. Summa igitur Apostolica potestate sequentia decernimus: quodam detracto territorio ab Archieparchia Metropolitana Tellicherriensi, novam condimus Eparchiam Belthangadiensem, cuius sedem eparchialem in urbe « Belthangady » poni iubemus, cunctis factis propriis iuribus atque obligationibus. Quam quidem Eparchiam memoratae Archieparchiae metropolitanae suffraganeam facimus, mandantes ut ea complectatur territorium detractum e provinciis Dhakshina Kannada et Coorg. Haec omnia reliquaque secundum normas Codicis Canonum Ecclesiarum Orientalium temperentur. Insuper de eodem absoluto negotio sueta documenta exarentur et ad Congregationem, quam diximus, mittantur. Hanc denique Apostolicam Constitutionem nunc et in posterum ratam esse volumus, contrariis quibuslibet rebus nihil obstantibus.

## Estadísticas
Según el Anuario Pontificio 2021 la eparquía tenía a fines de 2020 un total de 20 954 fieles bautizados.
| Año                                                                             | Población            | Población | Población      | Sacerdotes | Sacerdotes    | Sacerdotes    | Bautizados por sacerdote | Diáconos permanentes | Religiosos | Religiosos | Parroquias |
| Año                                                                             | Bautizados católicos | Total     | % de católicos | Total      | Clero secular | Clero regular | Bautizados por sacerdote | Diáconos permanentes | Varones    | Mujeres    | Parroquias |
| ------------------------------------------------------------------------------- | -------------------- | --------- | -------------- | ---------- | ------------- | ------------- | ------------------------ | -------------------- | ---------- | ---------- | ---------- |
| 2000                                                                            | 20 000               | 3 177 352 | 0.6            | 35         | 28            | 7             | 571                      |                      | 7          | 126        | 42         |
| 2001                                                                            | 20 178               | 3 187 358 | 0.6            | 41         | 28            | 13            | 492                      |                      | 21         | 133        | 38         |
| 2002                                                                            | 20 178               | 3 187 358 | 0.6            | 51         | 38            | 13            | 395                      |                      | 21         | 133        | 38         |
| 2003                                                                            | 20 178               | 3 187 358 | 0.6            | 46         | 32            | 14            | 438                      |                      | 28         | 156        | 48         |
| 2004                                                                            | 22 500               | 3 187 358 | 0.7            | 49         | 35            | 14            | 459                      |                      | 27         | 156        | 47         |
| 2006                                                                            | 21 500               | 3 177 352 | 0.7            | 51         | 38            | 13            | 421                      |                      | 61         | 170        | 51         |
| 2009                                                                            | 25 000               | 3 465 295 | 0.7            | 48         | 37            | 11            | 520                      |                      | 32         | 181        | 45         |
| 2012                                                                            | 30 000               | 3 816 295 | 0.8            | 49         | 26            | 23            | 612                      |                      | 34         | 192        | 53         |
| 2015                                                                            | 30 250               | 3 756 784 | 0.8            | 58         | 33            | 25            | 521                      |                      | 36         | 210        | 52         |
| 2018                                                                            | 29 292               | 3 983 690 | 0.7            | 69         | 41            | 285           | 424                      |                      | 39         | 197        | 53         |
| 2020                                                                            | 20 954               | 3 771 580 | 0.6            | 74         | 48            | 26            | 283                      |                      | 37         | 187        | 65         |
| Fuente: Catholic-Hierarchy, que a su vez toma los datos del Anuario Pontificio. |                      |           |                |            |               |               |                          |                      |            |            |            |

## Episcopologio
- Lawrence Mukkuzhy, desde el 24 de abril de 1999